# David Barnes
Pas d'image ? Cliquez ici

a Compétitions nationales et continentales officielles uniquement.

Michael David Barnes, né le 12 juillet 1976 à Leicester est un joueur Anglais de Rugby à XV évoluant au poste de Talonneur au sein de l'effectif de Bath qu'il a rejoint en 2000,.